# Firth (Idaho)
Pour les articles homonymes, voir Firth.
Firth est une ville américaine située dans le comté de Bingham en Idaho.

## Démographie
| 1930 | 1940 | 1950 | 1960 | 1970 | 1980 |
| ---- | ---- | ---- | ---- | ---- | ---- |
| 236  | 242  | 293  | 322  | 362  | 460  |

| 1990 | 2000 | 2010 | - | - | - |
| ---- | ---- | ---- | - | - | - |
| 429  | 408  | 477  | - | - | - |

Selon le recensement de 2010, Firth compte 477 habitants. La municipalité s'étend sur 0,64 mille carré (1,66 km2).